# Clotilde Perales
Clotilde Perales (España) fue una actriz y cantante española especialmente del género de zarzuela.

## Biografía
Fue una cantante y actriz que participó en muchas compañías de zarzuela de fines del siglo XIX hasta tener su propia compañía con la que recorrió varios escenarios de España y América Latina
Participó en zarzuelas y sainetes de fines del siglo XIX en los principales papeles. Fue La Primorosa en Las bravías estrenada en 1896 en el Teatro Apolo de Madrid. Interpretó a Manuela en Agua, azucarillos y aguardiente en el mismo teatro en 1897 y al año siguiente protagonizó a Isidra en El santo de la Isidra.
En la temporada de 1895 viaja a América y actúa en Montevideo y en Buenos Aires con la obra La Verbena de la Paloma. En la capital argentina tiene un inconveniente con respecto al canto del himno argentino ya que considera que en ciertas partes es una afrenta a España y protagoniza un incidente en el teatro.